# Werner Knab
Werner Knab, né à Frankenthal le 18 décembre 1908 et probablement mort en mars 1945, est un responsable allemand de la Sicherheitsdienst, la police politique de la SS, avec le grade de Obersturmbannführer.

## Biographie
Membre de la Gestapo depuis 1935, il participa à l'Einsatzgruppe C de 1941 à 1943 sur le front de l'Est, puis fut nommé Leiter (chef) de la Gestapo (Abteilung IV) à Kiev. Il a également été chef de la Gestapo à Oslo après l'invasion de la Norvège (avril-juin 1940).
Il fut ensuite transféré en France, où il était responsable du dixième Einsatz Kommando basé à Lyon, sous-divisé en deux branches qui ont pour patrons respectifs l'Hauptsturmführer Klaus Barbie et August Moritz. De juin 1943 à août 1944, il est Kommandeur der Sicherheitspolizei und des SD. il est cité, avec son grade et sa fonction, dans l’organigramme publié par le journal clandestin Spartakus (juin 1944) du groupe des Révolutionnaires communistes allemands et autrichiens (RKD) exilés en France. Sa proximité avec l'accusé est évoquée lors du procès de Paul Touvier,,.
Disparu à la fin de la guerre, peut-être mort en février ou mars 1945 lors d'un raid aérien, il a été condamné à mort par un tribunal militaire à Lyon en 1954.